# Drostehuis (Amerongen)
Het Drostehuis in Amerongen is het voormalige woonhuis van de drost of drossaard, die samen met schout en schepenen het bestuur van de stad vormde. Het staat aan de Drostestraat (nr. 27), die tussen het dorp en het kasteel Amerongen ligt.

## Het gebouw
Het Drostehuis is gebouwd in 1675. Voor die tijd stond op de plaats van het Drostehuis een kapel, die in 1672/3 was verwoest, tijdens de inval van de Fransen. De kapel was vanuit het kasteel Amerongen te bereiken door een poortje in de muur rond de kasteeltuin. 
In de jaren zestig van de twintigste eeuw zijn bij opgravingen achter het Drostehuis graven gevonden.
Het Drostehuis is gebouwd in een sobere classicistische stijl. Het voorhuis bestaat uit een bouwlaag met omgaande kroonlijst en een hoog schilddak met dakkapellen. In het midden van de voorgevel leidt een bordes met bakstenen muurtjes en ijzer balustrades naar de voordeur. Tegen de linkerzijgevel is een kleine veranda gebouwd. 
Het achterhuis staat dwars op het voorhuis. Het heeft een afgewolfd zadeldak. 
Het huis is in de jaren negentig van de twintigste eeuw gerestaureerd.

## Elisabeth Maria Post

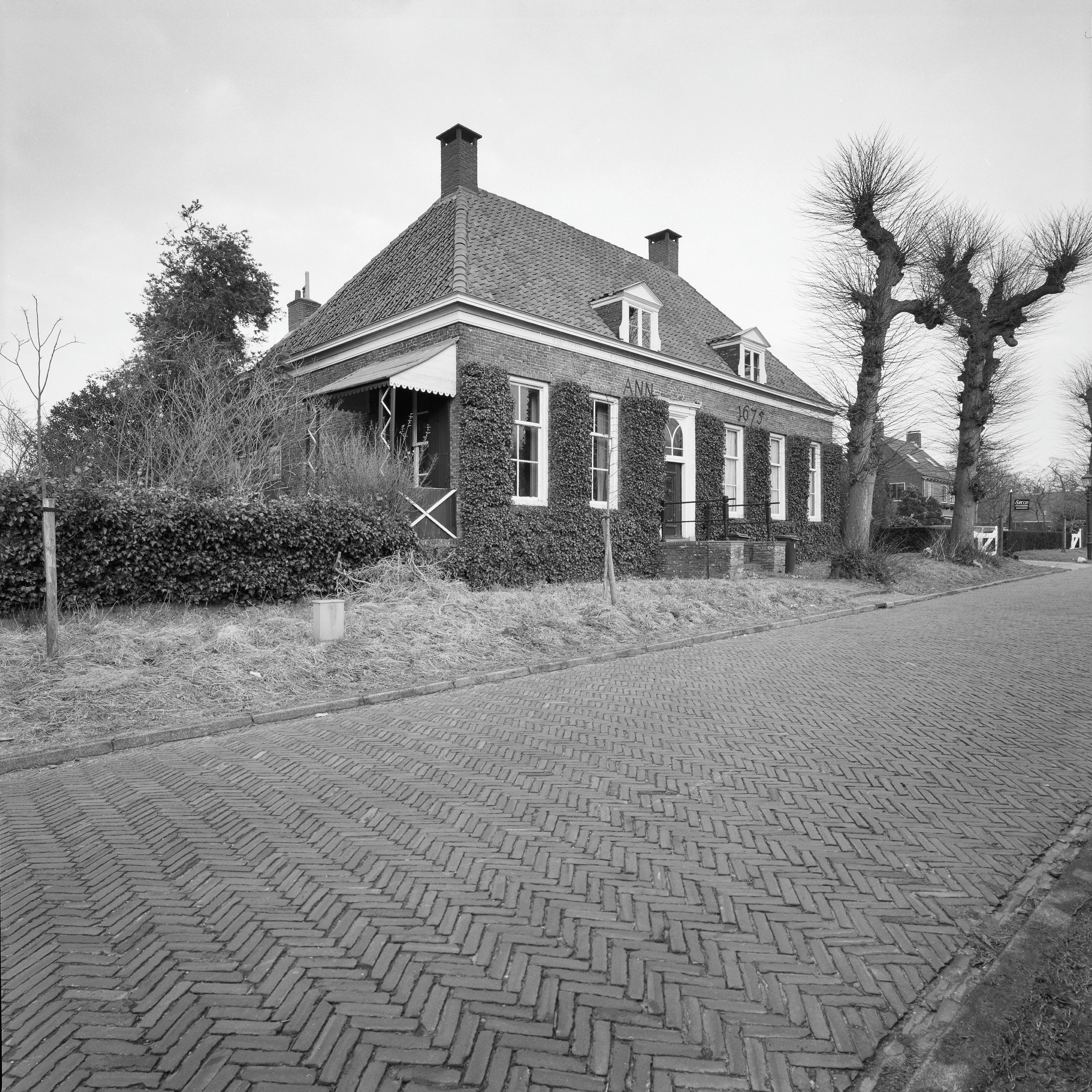
Het Drostehuis in de winter van 1994

In 1773 kwam het gezin Post in Amerongen wonen. Evert Post, gewezen kameraar te Utrecht, had met zijn gezin enkele moeilijke jaren op Emmickhuizen doorgebracht. Al snel verlieten de beide zoons het gezin, en Evert Post bleef met zijn vrouw Maria Johanna, geb. van Romondt en drie dochters in Amerongen. Een van die dochters was Elisabeth Maria (1755-1812), die enkele jaren later een bekend schrijfster zou worden. Op 31 december 1774 werd Evert Post door de heer van Amerongen, Frederik Christiaan Reinhart, baron van Reede, graaf van Athlone benoemd tot drost, schout, watergraaf en hof- en tijnsmeester, met als voornaamste opdracht “goede orde, Politie en Justitie in den Gerechte te onderhouden en administreren” en voorts de dijken te schouwen en de pacht en de belastingen in de Heerlijkheid te beheren en te administreren. Korte tijd later kon het gezin naar het Drostehuis verhuizen.
In de tijd dat Elisabeth Maria Post in Amerongen woonde, heeft zich haar talent krachtig ontwikkeld. Ze las veel en begon vanaf 1780 gedichten te publiceren. 
De roman Het land, in brieven (1788), die haar bekend maakte, is overduidelijk geënt op het leven in de landelijke omgeving van Amerongen. Het is een fictieve briefwisseling tussen twee vriendinnen, waarvan de een, Emilia, op het land woont, en de ander, Eufrosyne, in de stad. De waarneming van de natuur in de vier jaargetijden, die in de roman een belangrijke plaats inneemt moet in Amerongen zijn gedaan. “Het is waarschijnlijk dat Elisabeth in Amerongen een soort natuur-dagboek bijgehouden heeft. De beschrijvingen hieruit kan ze in 1787 rond een eenvoudige intrige aangebracht hebben.”

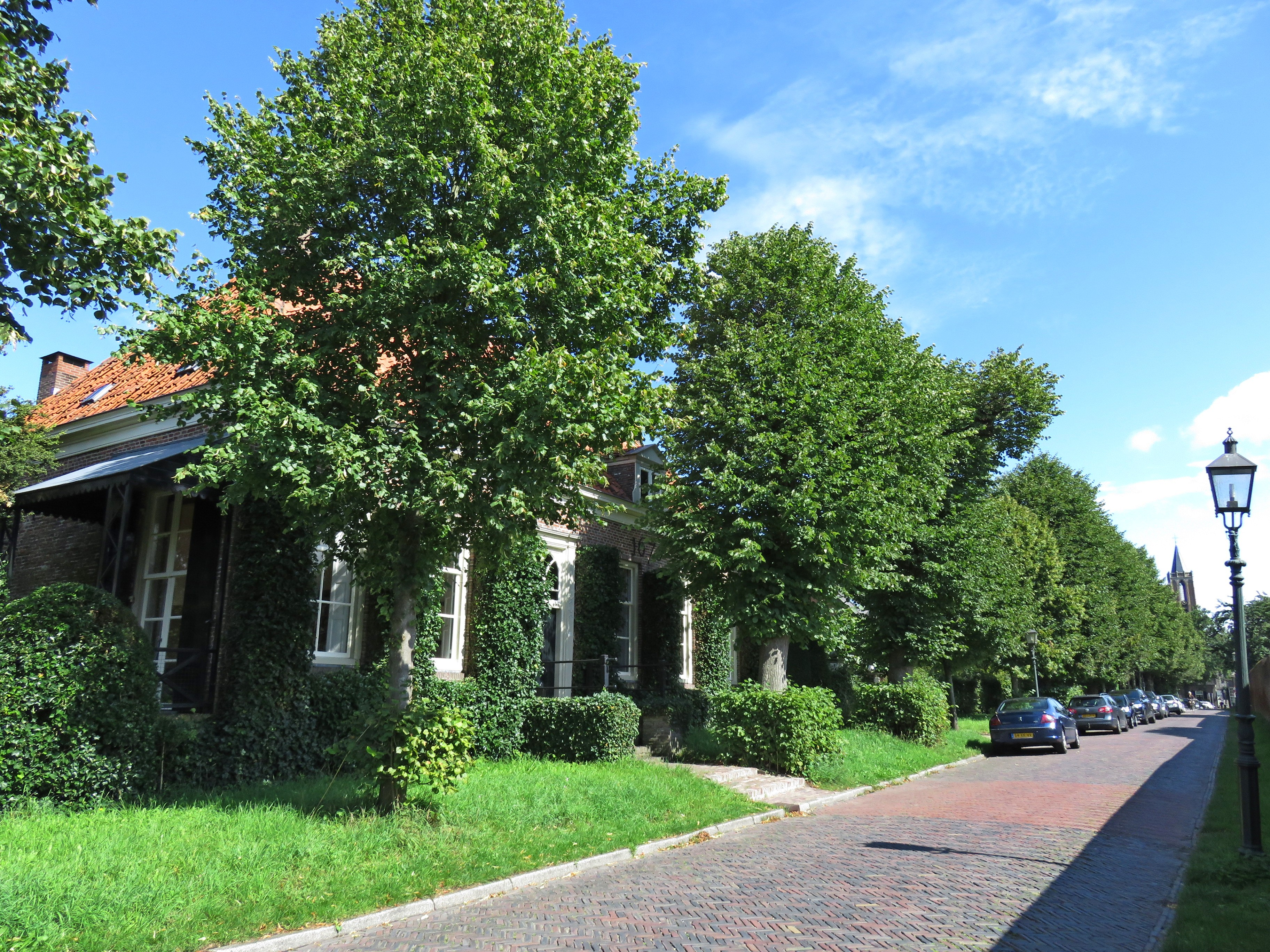
Drostestraat in Amerongen, met links achter het groen het Drostehuis. Zomer 2015

Evert Post overleed op 31 juli 1787 en werd begraven in de kerk van Amerongen. In 1788 verhuisde Elisabeth met haar moeder en zusters naar Arnhem. Het afscheid van het “zalig landleven” in Amerongen viel haar bijzonder zwaar:
Vaartwel dan, schaduwrijke dichterlijke boomen! lage hutten! rieten daken, daar de onschuld in woonde! eenzame paden! vrolijk gelegen dorpje! vaartwel! ik verlate u - en met u het zalig landleven; met u de wellust van mijn ziel. - Ik verlaat u - maar zal u nimmer vergeten.”